# EFAF Eastern Cup
La EFAF Eastern Cup è stata una competizione europea di football americano organizzata dalla EFAF. Raggruppava squadre bielorusse, russe e ucraine.
Non disputata nel 2011, è stata sostituita dalla Eastern League of American Football a partire dal 2012.

## Formula
Il torneo veniva disputato nella formula a eliminazione diretta.

## Team partecipanti
| Team                        | Numero Partecipazioni | Miglior piazzamento | Titoli vinti |
| --------------------------- | --------------------- | ------------------- | ------------ |
| Kiev Jets                   | 1                     | 4° 2010             | 0            |
| Minsk Zubrs                 | 1                     | 2° 2010             | 0            |
| Moscow Patriots             | 1                     | 1º 2010             | 1            |
| Sankt Petersburg Neva Lions | 1                     | 3° 2010             | 0            |

## Albo d'oro
| Stagione | Vincitore       | Avversario  | Risultato | Luogo |
| -------- | --------------- | ----------- | --------- | ----- |
| 2010     | Moscow Patriots | Minsk Zubrs | 6 - 0     | Minsk |

## Edizione 2010

### Tabellone
|  | Semifinali                  | Semifinali                  | Semifinali  |             |                 | Finale                      | Finale                      | Finale             |  |
|  |                             |                             |             |             |                 |                             |                             |                    |  |
|  | Moscow Patriots             | Moscow Patriots             | 35          |             |                 |                             |                             |                    |  |
|  | Moscow Patriots             | Moscow Patriots             | 35          |             |                 |                             |                             |                    |  |
|  | Kiev Jets                   | Kiev Jets                   | 0           |             |                 |                             |                             |                    |  |
|  | Kiev Jets                   | Kiev Jets                   | 0           |             | Moscow Patriots | Moscow Patriots             | 6                           |                    |  |
|  |                             |                             |             |             | Moscow Patriots | Moscow Patriots             | 6                           |                    |  |
|  |                             |                             | Minsk Zubrs | Minsk Zubrs | 0               |                             |                             |                    |  |
|  | Minsk Zubrs                 | Minsk Zubrs                 | Minsk Zubrs | Minsk Zubrs | 0               | 22                          |                             |                    |  |
|  | Minsk Zubrs                 | Minsk Zubrs                 |             |             |                 | 22                          |                             |                    |  |
|  | Sankt Petersburg Neva Lions | Sankt Petersburg Neva Lions | 14          |             |                 | Finale terzo posto          | Finale terzo posto          | Finale terzo posto |  |
|  | Sankt Petersburg Neva Lions | Sankt Petersburg Neva Lions | 14          |             |                 |                             |                             |                    |  |
|  |                             |                             |             |             |                 |                             |                             |                    |  |
|  |                             |                             |             |             |                 | Kiev Jets                   | Kiev Jets                   | 0                  |  |
|  |                             |                             |             |             |                 | Kiev Jets                   | Kiev Jets                   | 0                  |  |
|  |                             |                             |             |             |                 | Sankt Petersburg Neva Lions | Sankt Petersburg Neva Lions | 35                 |  |

### Incontri

#### Semifinali
| Minsk 10 luglio 2010 | Moscow Patriots | 35 – 0 | Kiev Jets |  |

| Minsk 10 luglio 2010 | Minsk Zubrs | 22 – 14 | Sankt Petersburg Neva Lions | (600 spett.) |

#### Finale 3º - 4º posto
| Minsk 11 luglio 2010 | Kiev Jets | 0 – 35 | Sankt Petersburg Neva Lions |  |

#### Finale
| Minsk 11 luglio 2010                 | Moscow Patriots | 6 – 0 | Minsk Zubrs | (750 spett.) |
| Anton Paramonov ( TD ) run Marcatori |                 |       |             |              |
|                                      |                 |       |             |              |
| Anton Paramonov (TD) run             | Marcatori       |       |             |              |